# 古田島成龍
古田島 成龍（こたじま せいりゅう、1999年6月29日 - ）は、茨城県稲敷郡河内町出身のプロ野球選手（投手）。右投右打。オリックス・バファローズ所属。

## 経歴

### プロ入り前
河内町立長竿小学校2年生のときに河内サイクロンズで野球を始め、河内町立河内中学校では軟式野球部に所属。部員は10人であり、古田島の球を捕れるキャッチャーがいないことから、背番号1を付けながらも捕手を務めていた。
取手松陽高校では最速146km/h右腕として注目を集めていたが、2年時の3月にティー打撃中のバットが右こめかみに直撃し、陥没骨折。1か月後に復帰したものの、5月末からは原因不明の右肩痛を発症し、3年夏の茨城大会は一塁手として出場した。その後、3年冬に右肩と胸郭出口症候群の手術を受けた。
中央学院大学に進学し、リハビリを経て、2年春から登板。山崎凪とWエースを形成し、共に下級生の頃から注目を集め、4年時は共にプロ志望届を提出。秋のリーグ戦では優勝を果たしたが、ドラフト会議では共に指名が無かった。ただ、その後出場した明治神宮大会では佛教大との初戦に勝利し、チーム3度目の出場で同大会初白星を挙げると、決勝では東京六大学史上初の四冠がかかっていた慶応大を破って初優勝。秋のリーグ戦からは計12連勝で大学日本一に上りつめた。
日本通運へ入社すると、都市対抗に出場し、セガサミーとの2回戦で2大大会初登板となったが、0-3で迎えた6回からの登板で打者5人に対して1安打3四球、1/3回を2失点であった。ベスト8であった日本選手権では全3試合に登板。2年目も都市対抗に出場し、2試合に先発登板した。
2023年10月26日に開催されたドラフト会議にて、オリックス・バファローズから6位指名を受けた。指名後に出場した日本選手権ではヤマハとの初戦に先発して8回途中1失点、先発全員奪三振の快投でチームを勝利に導いた。続く大阪ガスとの2回戦では登板機会がなく、チームは敗退した。11月21日に契約金3000万円・年俸700万円（いずれも金額は推定）で仮契約を結んだ。背番号は97。

### オリックス時代
2024年は春季キャンプをBグループでスタートしたが、レギュラーシーズンの開幕はリリーフとして一軍スタート。4月6日の千葉ロッテマリーンズ戦でプロ初登板となり、1回1四球2奪三振無失点に抑えた。同20日の福岡ソフトバンクホークス戦では同点の延長11回裏から登板するも、3四球で二死満塁のピンチ。迎えた牧原大成に対してフルカウントとしたが、6球目のストレートでセカンドフライに打ち取り、プロ初ホールドを記録した。5月6日の東北楽天ゴールデンイーグルス戦では自身初のイニング途中からの登板となり、2点リードの8回裏二死一・三塁のピンチを無失点で切り抜けると、その後は走者を背負った場面での登板が増加。5月30日の広島東洋カープ戦では2点ビハインドの6回裏から登板し、1イニングを無失点に抑えると、直後にチームが逆転し、そのまま勝利したことで古田島にプロ初勝利が記録された。6月に入ると、勝ちパターンでの登板が増加し、6月23日の埼玉西武ライオンズ戦では3点リードの8回表二死から登板し、代打・山野辺翔をピッチャーゴロに打ち取り、「初登板から22試合連続無失点」のNPB記録に並んだものの、続く同27日のソフトバンク戦でプロ初失点を喫し、新記録樹立とはならなかった。ただ、その後も安定した投球を続け、勝ちパターンの座を確立。ルーキーイヤーは一軍でシーズンを完走し、50試合の登板で2勝1敗・防御率0.79、チーム最多の24ホールドと好成績を収め、新人王投票ではリーグ2位の16票を集めた。シーズン終了後には首脳陣からの打診で、翌年からの先発転向が決定。10月30日には背番号が35へ変更となることが球団から発表された。12月2日に契約更改交渉を行い、2800万円増となる推定年俸3500万円でサインした。
2025年は春季キャンプ中に身内の不幸でチームを一時離脱したが、この年も開幕一軍入り。チームのリリーフ陣は、山岡泰輔がオンラインカジノ問題による活動自粛で出遅れ、吉田輝星・宇田川優希・小木田敦也はトミー・ジョン手術を受け、開幕一軍入りした山﨑颯一郎と平野佳寿は不振で4月前半に登録抹消と苦しい状況が続いた。一方でチーム自体は、両リーグ最速で10勝に到達するなど好調であり、4月19日（チーム19試合）終了時点では、リーグ登板数上位8名のうち、古田島を含めたオリックスのリリーバーが5名と勝ちパターンの投手が登板過多の状況であり、古田島は同24日にリフレッシュ調整で出場選手登録を抹消された。

## 選手としての特徴
| 球種           | 配分 % | 平均球速 km/h |
| -------------- | ------ | ------------- |
| ストレート     | 52.9   | 147.0         |
| シンカー       | 23.2   | 132.1         |
| カットボール   | 18.6   | 138.7         |
| カーブ         | 03.6   | 111.3         |
| スライダー     | 01.1   | 125.1         |
| チェンジアップ | 00.7   | 120.4         |

回転数の多いストレートは最速152km/hを計測。変化球はスライダー、カットボール、カーブ、チェンジアップ、ツーシーム、シンカーを投じる。
闘争心あふれる投球スタイルであり、大ピンチを切り抜けた際、まるで胴上げ投手のアクションのように、飛び上がるほど感情を爆発させる姿から、SNSなどで「#古田島優勝」のフレーズがファンの間で定着している。

## 人物
名前の「成龍」は母親が大好きなジャッキー・チェンの香港名が成龍であること、出身地の茨城県河内町が成田市と龍ケ崎市に挟まれていることに由来する。
中央学院大学時代の1学年上のマネージャーであった女性と結婚している。彼女の大学卒業後に交際を始めたが、日本通運入社1年目の都市対抗を控えた2022年夏に父親が癌で余命わずかである事実を明かされた。古田島には野球に支障を与えまいと伏せられていたが、明かさねばならぬほど悪化しており、結婚を即断した。
余命わずかとされていた父親の体調はその後奇跡的に回復し、2023年夏の都市対抗では応援で東京ドームに訪れた。古田島のプロ入り後も闘病を続けていたが、2025年2月に58歳で亡くなった。
2024年4月30日に第一子となる長女が誕生している。

## 詳細情報

### 年度別投手成績
| 年 度     | 球 団      | 登 板 | 先 発 | 完 投 | 完 封 | 無 四 球 | 勝 利 | 敗 戦 | セ 丨 ブ | ホ 丨 ル ド | 勝 率 | 打 者 | 投 球 回 | 被 安 打 | 被 本 塁 打 | 与 四 球 | 敬 遠 | 与 死 球 | 奪 三 振 | 暴 投 | ボ 丨 ク | 失 点 | 自 責 点 | 防 御 率 | W H I P |
| --------- | ---------- | ----- | ----- | ----- | ----- | -------- | ----- | ----- | -------- | ----------- | ----- | ----- | -------- | -------- | ----------- | -------- | ----- | -------- | -------- | ----- | -------- | ----- | -------- | -------- | ------- |
| 2024      | オリックス | 50    | 0     | 0     | 0     | 0        | 2     | 1     | 0        | 24          | .667  | 179   | 45.2     | 30       | 2           | 17       | 1     | 1        | 43       | 1     | 0        | 6     | 4        | 0.79     | 1.03    |
| 通算：1年 | 通算：1年  | 50    | 0     | 0     | 0     | 0        | 2     | 1     | 0        | 24          | .667  | 179   | 45.2     | 30       | 2           | 17       | 1     | 1        | 43       | 1     | 0        | 6     | 4        | 0.79     | 1.03    |

- 2024年度シーズン終了時

### 年度別守備成績
| 年 度 | 球 団      | 投手  | 投手  | 投手  | 投手  | 投手  | 投手     |
| 年 度 | 球 団      | 試 合 | 刺 殺 | 補 殺 | 失 策 | 併 殺 | 守 備 率 |
| ----- | ---------- | ----- | ----- | ----- | ----- | ----- | -------- |
| 2024  | オリックス | 50    | 1     | 5     | 0     | 0     | 1.000    |
| 通算  | 通算       | 50    | 1     | 5     | 0     | 0     | 1.000    |

- 2024年度シーズン終了時

### 表彰
- パテレアワード パテレ的新人王（2024年[58]）

### 記録
初記録
- 初登板：2024年4月6日、対千葉ロッテマリーンズ2回戦（ZOZOマリンスタジアム）、9回裏に3番手で救援登板・完了、1回無失点[20]
- 初奪三振：同上、9回裏に山口航輝から空振り三振[20]
- 初ホールド：2024年4月20日、対福岡ソフトバンクホークス5回戦（福岡PayPayドーム）、11回裏に7番手で救援登板、1回無失点[22]
- 初勝利：2024年5月30日、対広島東洋カープ3回戦（MAZDA Zoom-Zoom スタジアム広島）、6回裏に2番手で救援登板、1回無失点[25]

その他の記録
- 開幕(初登板)から22試合連続無失点：2024年4月6日 - 6月23日 ※栗林良吏、宮森智志と並び新人の日本記録[29]

### 背番号
- 97（2024年[17]）
- 35（2025年[35] - ）

### 登場曲
- 「ああ人生に涙あり」杉良太郎・横内正（2024年[24] - ）